# 平房地区
平房地区是中华人民共和国北京市朝阳区的一个地区办事处，同时保留平房乡名称，其行政事务机构实行“一套人马，两块牌子”的体制，地区办事处与乡政府合署办公。
平房地区南临高碑店；西接京包铁路临八里庄街道、东风地区；东、北侧分别与三间房和东坝地区接壤。面积15.2平方公里。
区域内主干路有东西方向的朝阳路、朝阳北路和姚家园路，南北方向的青年路、五环路和东坝路。

## 下辖社区
平房地区目前下辖的社区有：
- 平房社区
- 姚家园社区
- 黄杉木店第一社区
- 黄杉木店第二社区
- 黄渠社区
- 石各庄社区
- 青年路第三社区
- 青年路第四社区
- 雅成里社区